# Struthiomimus
Struthiomimus ("napodobitel pštrosa"), žil asi před 77 až 66 miliony let (pozdní svrchní křída) na území dnešní Kanady a USA (například souvrství Dinosaur Park a souvrství Oldman). Strutiomimus je známý z kompletní, dobře zachované kostry a několika dalších nekompletních koster. Někteří sem dříve řazení jedinci byli později překlasifikováni (například rod Rativates z Alberty).

## Rozměry
Druh S. altus byl všežravý, zhruba 4 metry dlouhý a 150 kg vážící ornitomimidní ("pštrosí") dinosaurus. Druh S. sedens byl poněkud větší, dosahoval délky až 4,8 metru a hmotnosti kolem 350 kilogramů. V roce 2009 byla hmotnost exempláře BHI 1266 odhadnuta za pomoci přesného laserového měření kostry na 423 kilogramů. Délka velkých jedinců mohla dosáhnout 5 metrů a hmotnost několika stovek kilogramů.

## Popis
Mnohými anatomickými znaky připomínal současného pštrosa - měl malou hlavu s velkýma očima, bezzubé čelisti zakončené zobákem, dlouhý krk, krátký trup a dlouhé, pro běh uzpůsobené nohy. Velký počet podobných znaků ukazuje na přizpůsobení se podobnému způsobu života jako pštros. Na rozdíl od něj však strutiomimus neměl křídla a disponoval dlouhým tuhým ocasem. Namísto křídel měl tříprsté přední končetiny, které byly poměrně dlouhé a zakončené silnými zahnutými drápy. Dříve se někteří odborníci domnívali, že pštrosovití dinosauři nosili přední končetiny skrčené s dlaněmi obrácenými dozadu. Nyní se ale všeobecně přiklánějí k názoru, že končetiny byly stejně jako u ostatních neptačích teropodů a ptáků směrovány dlaněmi dovnitř. Není zcela jisté, zda měl holou šupinatou kůži nebo zda jeho tělo pokrývalo primitivní peří.

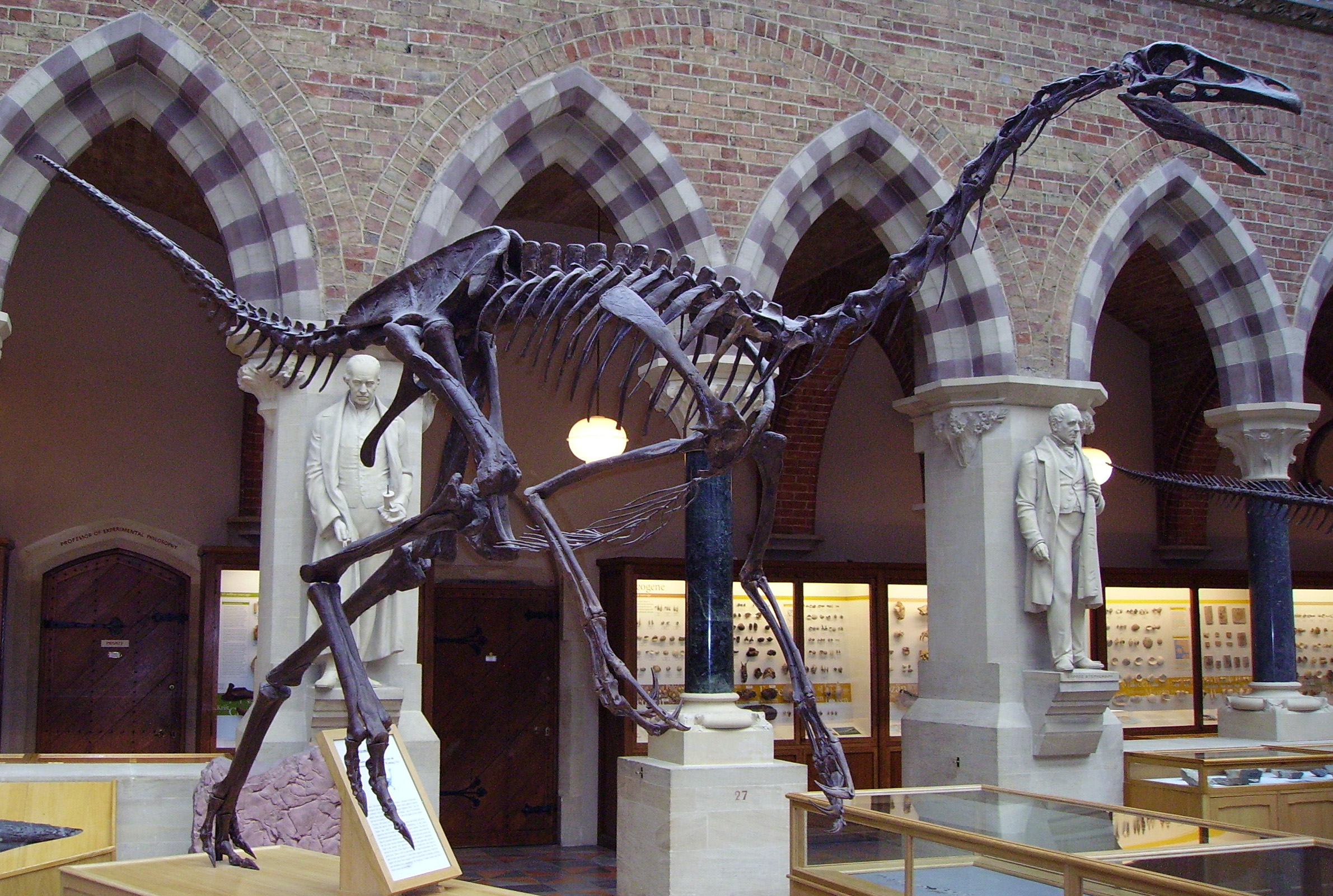
Kostra strutiomima

## Paleoekologie
Ke své obraně využíval dobrý zrak, schopný odhalit blížící se nebezpečí. Pokud ale došlo k napadení menším dravcem, bránil se kopáním svých silných nohou. Před většími dravci se však vždy dával na útěk. Při běhu mohl dosahovat rychlosti přes 60 km/h a současně dokázal poměrně rychle měnit směr, kdy pomocí svého ocasu udržoval rovnováhu.